# 陳貴明
陳貴明（1948年9月28日－），台灣台北市人。國立清華大學核子工程學學士、碩士。歷任台灣電力公司原子動力處、核能發電處核燃料營運課課長、燃料處副處長、處長、副總經理，2004年任台灣電力公司總經理，2006年升任董事長，後於2012年請辭獲准。

## 學歷
- 1973年：國立清華大學原子核工程所碩士
- 1971年：國立清華大學核子工程系學士

## 經歷
- 2006年4月－2012年5月：台灣電力公司董事長
- 2004年8月－2006年4月：台灣電力公司總經理
- 2002年1月－2004年8月：台灣電力公司副總經理
- 1993年4月－2002年1月：台灣電力公司燃料處處長

## 外部連結
- . 中時電子報. 2014-03-21  [2015-12-10]. （原始内容存档于2021-10-23）.
- .   [2012-03-07]. （原始内容存档于2016-03-04）.
- .   [2009-11-25]. （原始内容存档于2019-06-21）.